# Alexander Beck
Alexander Beck (né le 7 février 1992) est un athlète australien, spécialiste du 400 m.

## Biographie
Il participe au relais 4 x 400 m qui termine septième des Championnats du monde d'athlétisme 2013 à Moscou avec le meilleur temps australien de l'année (3 min 02 s 26), amélioré en série et en finale.
En 2013, 2021 et 2022, il est sacré champion d’Australie du 400 mètres, et devient champion national du 200 mètres en 2021.
Lors des Championnats d'Océanie d'athlétisme 2019, il remporte la médaille de bronze sur l’épreuve du 400 mètres, ainsi que la médaille d’or sur le relais 4x400m. En 2022, il remporte la médaille d’or sur l’épreuve du 400 mètres avec un temps de 46 s 71. Il se classe une nouvelle fois troisième de cette épreuve lors de l’édition de Championnats d'Océanie d'athlétisme 2024.
Il signe son record personnel lors des séries du 400 mètres masculin aux Jeux olympiques d'été de 2020 (athlétisme), avec un chrono de 45 s 54, mais cela ne suffit pas pour accéder au tour suivant.

### Vie privée
Alexander Beck est diplômé d’un bachelor en science de l’exercice, obtenu en 2012, ainsi que d’un doctorat en physiothérapie de l’Université de Bond.

## Palmarès
| Date | Compétition            | Lieu       | Résultat | Épreuve | Marque       |
| ---- | ---------------------- | ---------- | -------- | ------- | ------------ |
| 2013 | Championnats du monde  | Moscou     | 7e       | 4x400m  | 3 min 2 s 26 |
| 2019 | Championnats d’Océanie | Townsville | 3e       | 400 m   | 46 s 63      |
| 2019 | Championnats d’Océanie | Townsville | 1er      | 4x400m  | 3 min 8 s 67 |
| 2021 | Jeux olympiques        | Tokyo      | 22e      | 400 m   | 45 s 54      |
| 2022 | Championnats d’Océanie | Mackay     | 1re      | 400 m   | 46 s 71      |
| 2024 | Championnats d’Océanie | Suva       | 3e       | 400 m   | 46 s 41      |

## Records
| Épreuve             | Marque                | Lieu       | Date         |
| ------------------- | --------------------- | ---------- | ------------ |
| 400 mètres          | 45 s 54               | Tokyo      | 1 août 2021  |
| Relais 4x400m       | 3 min 02 s 26         | Moscou     | 16 août 2013 |
| Relais 4x400m mixte | 3 min 17 s 00 (AR NR) | Gold Coast | 12 juin 2021 |